# Estadio Mundialista de Seúl
El Estadio Mundialista de Seúl (en hangul, 서울월드컵경기장; romanización revisada, Seo-ul Woldeukeobgyeong Gijang), es un estadio multifuncional ubicado en la ciudad de Seúl, capital de Corea del Sur. Es el estadio donde juega de local el FC Seoul en la K-League, desde 2004. El estadio abrió sus puertas en el 2001. Tiene una capacidad para 66 704 espectadores (Incluido : 816 vip, 754 para la prensa, 75 Sky Box). El apodo del estadio es: "Seoul Sang-am stadium".

## Copa Mundial de Fútbol de 2002
Fue construido para la Copa Mundial de Fútbol de 2002, y en él se jugaron los siguientes partidos:
| Fecha               | Selección     | Resultado | Selección | Ronda     |
| ------------------- | ------------- | --------- | --------- | --------- |
| 31 de mayo de 2002  | Francia       | 0 - 1     | Senegal   | Grupo A   |
| 14 de junio de 2002 | Turquía       | 3 - 0     | China     | Grupo C   |
| 25 de junio de 2002 | Corea del Sur | 0 - 1     | Alemania  | Semifinal |

## Mundial de League of Legends 2014
El estadio fue sede de la final del Campeonato Mundial de League of Legends de 2014, enfrentando a los equipos Star Horn Royal Club y Samsung White, terminando con victoria para los últimos por tres mapas a uno en el mejor de cinco.
El partido tuvo una asistencia de 40 000 espectadores.